# Basketbalový klub Iskra Svit
Il B.K. Iskra Svit è una società cestistica avente sede a Svit, in Slovacchia. Fondata nel 1957 con il nome di Istra Svit, dal 1979 al 2010 assunse la denominazione di Chemosvit, prima di riassumere la denominazione attuale. Gioca nel campionato slovacco.

## Palmarès
- Campionato cecoslovacco: 1

1960-61
- Campionato slovacco: 1

2002-2003
- Coppa di Slovacchia: 6

1998, 2001, 2004, 2005, 2014, 2023